# Bayano
Bayano (také Ballano nebo Bayamo) byl uprchlý otrok, který v 16. století vedl dvě panamská povstání proti Španělskému impériu, známých jako Guerras del Bayano (Bayanovy války). Pocházel ze západoafrického etnika Mandinků a pravděpodobně byl muslimského vyznání. Do Panamy byl převezen v roce 1552 na lodi s otroky, která na pobřeží nedaleko Nombre de Dios ztroskotala. Okolo čtyř set černochů, zvaných cimarrones, uprchlo a založilo v pralese opevněnou osadu Ronconcholon, v níž vládl Bayano jako suverénní král. Jeho oddíly přepadaly karavany se zlatem putující po stezce Camino Real de Castilla de Oro spojující atlantické a pacifické pobřeží, ve dvou válkách vedených v letech 1554–1558 a 1579–1582 se jim podařilo odolat královské armádě. Teprve panamský guvernér Pedro de Ursúa dokázal Bayana lstí zajmout a odeslal ho do vyhnanství v Peru a později do Španělska, kde však Bayano dožil jako svobodný a relativně zámožný člověk.
V nezávislé Panamě je Bayano vnímán jako národní hrdina. Je po něm pojmenována řeka, jezero a vesnice. V Panamě je Bayano i populárním křestním jménem, jeho nositelem je například atlet Bayano Kamani.